# Sociale controletheorie
De controle- of bindingstheorie probeert in tegenstelling tot andere theorieën niet te verklaren waarom deviant gedrag plaatsvindt, maar juist waardoor het voorkomen wordt. Dit heeft volgens Hirschi te maken met de binding met de maatschappij waarbij hij vier bindingsmechanismes onderscheidt:
- hechting (attachment), affectief handelen, sterke sociale betrekkingen bevorderen conformisme;
- betrokkenheid (involvement), gedragsmatig handelen, hoe meer tijd wordt besteed aan conformistische activiteiten, hoe minder er overblijft voor deviant gedrag;
- gebondenheid (commitment), cognitief handelen, hoe meer verbonden aan de samenleving, hoe meer er te verliezen is;
- waarden en normen (beliefs), evaluatief handelen, hoe meer waarde wordt gehecht aan morele normen, hoe meer waarde men hecht aan conformisme.

Beter dan de eerdere theorieën kan deze verklaren waarom tijdens de adolescentie afwijkend gedrag toeneemt, zelfs als de omstandigheden zoals sociale ongelijkheid gelijk blijven. Het gaat wel uit van een ander mensbeeld.
Volgens Sampson en Laub is het niet de binding die mensen weerhoudt van deviant gedrag, maar sociale controle en het besef van wat de sancties kunnen zijn die volgen op dit gedrag.